# 誠信女子大学校
誠信女子大学校（ソンシンじょしだいがっこう、朝鮮語: 성신여자대학교、英語: Sungshin University）

## 概要
ソウル特別市城北区に本部を置き、10個の本科大学と16個の研究所を持ち、46個の学部専攻と46個の修士学位専攻、26個の博士学位専攻が開設されている。
2011年3月には第2キャンパスである「雲庭グリーンキャンパス」が建てられた。

## 沿革
- 1936年4月28日 - 誠信女学校が創立される。
- 1965年1月13日 - 誠信女子師範大学が設立される。
- 1965年1月30日 - 付属小学校の設置認可。
- 1967年10月28日 - 付属女子中学校の設置認可。
- 1969年1月10日 - 付属女子高等学校の設置認可。
- 1972年1月28日 - 大学院の設置認可。
- 1979年10月18日 - 誠信女子大学に校名変更。
- 1981年7月31日 - 総合大学に昇格、誠信女子大学校となる。
- 2003年12月24日 - ISO9001:2000学士行政経営システム認証取得
- 2011年 3月01日 - 雲庭グリーンキャンパスを開設。

## 学部
10の単科大学に46の学科が設置されている。
人文科学大学
- 国語国文学科
- 英語英文学科
- 独語独文学科
- 仏語仏文学科
- 日本語日本文学科
- 中国語中国文学科
- 史学科

社会科学大学
- 政治外交学科
- 心理学科
- 地理学科
- 経済学科
- 経営学科
- メディアコミュニケーション学科
- 融合セキュリティ学科

法科大学
- 法学科

自然科学大学
- 数学科
- 統計学科
- 生命科学・科学学部
- IT学科
- 清造融合科学科

生活科学大学
- 衣類学科
- 食品栄養学科
- 生活文化消費者学科
- 社会福祉学科
- スポーツレジャー学科
- スポーツリハビリテーション福祉学科

看護大学
- 看護学科
- グローバル医科学科

師範大学
- 教育学科
- 社会教育科
- 倫理教育科
- 漢文教育科
- 幼児教育科

美術大学
- 東洋画科
- 西洋画科
- 彫塑科
- 工芸科
- 産業デザイン科

音楽大学
- 声楽科
- 器楽科
- 作曲科

融合文化芸術大学
- 文化芸術経営学科
- メディア映像演技学科
- 現代実用音楽学科
- 舞踊芸術学科
- メイクアップデザイン学科

教養教育大学
- 特別プログラム
- English Zone
- ライティングクリニック
- 誠信の昨日と今日（博物館ツアー）
- 誠信のお茶文化

## 一般大学院

### 修士課程
46の修士課程が設置されている。
人文社会系
- 国語国文学科
- 英語英文学科
- 独語独文学科
- 仏語仏文学科
- 日本語日本文学科
- 中国語中国文学科
- 漢文学科
- 史学科
- 美術史学科
- 法学科
- 政治外交学科
- 心理学科
- 地理学科
- 経済学科
- 経営学科
- 社会生活学科
- 教育学科
- 幼児教育学科
- 生活文化消費者学科
- 社会福祉学科
- メディアコミュニケーション学科
- 倫理学科

自然科学系
- 数学科
- 化学科
- 生物学科
- コンピュータ学科
- 衣類学科
- 食品栄養学科(臨床栄養士専攻を含む)
- 看護学科(老人専門看護師課程を含む)
- 未来応用科学学科

芸術・体育系
- 東洋画科
- 西洋画科
- 彫塑科
- 工芸学科
- 版画学科
- 産業デザイン学科
- 音楽学科
  - 声楽・器楽・作曲専攻
- 伴奏学科
- 体育学科

協同課程
- 女性学科
- 音楽治療学科

### 博士課程
26の博士課程が設置されている。
人文社会系
- 国語国文学科
- 英語英文学科
- 独語独文学科
- 漢文学科
- 史学科
- 美術史学科
- 法学科
- 政治外交学科
- 心理学科
- 地理学科
- 経済学科
- 経営学科
- 社会学科
- 教育学科
- 幼児教育学科
- 生活文化消費者学科
- 社会福祉学科

自然科学系
- 化学科
- 生物学科
- コンピュータ学科
- 衣類学科
- 食品栄養学科
- 未来応用科学学科

芸術・体育系
- 美術学科
  - 東洋画、西洋画、彫塑、工芸、産業デザイン、Multiple Art & Technology専攻
- 音楽学科
  - 声楽、器楽、伴奏、作曲、音楽学専攻
- 体育学科

### 修士・博士統合課程
人文社会系
- 国語国文学科
- 英語英文学科
- 独語独文学科
- 漢文学科
- 史学科
- 美術史学科
- 法学科
- 政治外交学科
- 心理学科
- 地理学科
- 経済学科
- 経営学科
- 教育学科
- 幼児教育学科
- 生活文化消費者学科
- 社会福祉学科

自然科学系
- 化学科
- 生物学科
- コンピュータ学科
- 衣類学科
- 食品栄養学科
- 未来応用科学学科

芸術・体育系
- 音楽学科
  - 声楽・作曲専攻
- 体育学科

## 特殊大学院
教育大学院
- 教育学科
  - 国語教育専攻
  - 英語教育専攻
  - 歴史教育専攻
  - 数学教育専攻
  - 社会教育専攻
  - 幼児教育専攻
  - 美術教育専攻
  - 美術教育専攻
  - 音楽教育専攻
  - カウンセリング心理専攻
  - 栄養教育専攻

融合デザイン芸術大学院
- 融合デザイン芸術学科
  - マルチメディア・アート専攻
  - 公用美術専攻
  - メイクアップ・特殊メイクアップ・特殊メイク専攻
  - 融合デザイン専攻

文化産業大学院
- 文化産業学科
  - スマートフォンコンテンツ専攻
  - Arts Management専攻
  - 航空サービス経営専攻
  - CP&M専攻
  - 伝統文化コンテンツ専攻

生涯福祉大学院
- 健康福祉学科
  - 皮膚・肥満管理学専攻
- 保育学科
  - 保育学専攻

## 付属機関
- 中央図書館
- 博物館
- 出版部
- 生涯教育院
- 教授学習支援センター
- 学報社 - 新聞社
- MIRROR社 - 英字新聞社
- 放送局
- 誠信健康管理センター
- 学生寮
- 中央機器室
- 学生生活相談所
- 性暴力相談室
- 体育部
- 放送映像ジャーナリズムスクール
- SWANSセンター
- 保健所
- Brickwall Sound - 音響スタジオ

## 研究所
- 人文科学研究所
- 韓国地理研究所
- 基礎科学研究所
- 生活文化研究所
- 教育問題研究所
- 造形研究所
- 経営研究所
- 韓国女性研究所
- 法学研究所
- 東アジア研究所
- 健康科学研究所
- 自律研究所
- 経営研究所
- 文化産業研究所
- 肥満科学研究所
- 社会福祉研究所

## 大学関係者

### 著名な研究者
- ソ・ギョンドク - 造園学者、民族主義者

### 著名な出身者
- 金恵善（気象キャスター）
- イ・ジエ
- イ・セヨン[1]（女優）
- キム・ユナ（歌手）- 中途退学後名誉学位取得[2]
- ク・ハラ[1]（女優、歌手）
- コン・スンヨン[3]（女優）
- ヒョリン[4]（歌手）
- ユン・チェギョン[5]（歌手）

## 協定校
- 仙台白百合女子大学
- 筑波学院大学
- 文教大学
- 法政大学
- 学習院女子大学
- 東京女子大学
- 女子美術大学
- 同志社大学
- 同志社女子大学
- 京都女子大学
- 関西大学
- 甲南女子大学
- 香川大学